# Frode Rønning
Frode Rønning (ur. 7 lipca 1959 w Trondheim) – norweski łyżwiarz szybki, brązowy medalista olimpijski.

## Kariera
Pierwszy medal w karierze Frode Rønning zdobył w 1978 roku, kiedy podczas mistrzostw świata w wieloboju sprinterskim w Lake Placid zajął drugie miejsce za Erikiem Heidenem z USA. W tej samej konkurencji był też trzeci na rozgrywanych rok później mistrzostwach świata w Inzell i mistrzostwach świata w Alkmaar w 1982 roku oraz pierwszy podczas mistrzostw świata w Grenoble w 1981 roku. W 1980 roku wystartował na igrzyskach olimpijskich w Lake Placid w 1980 roku, zdobywając brązowy medal na dystansie 1000 m. W zawodach tych wyprzedzili go jedynie Eric Heiden oraz Kanadyjczyk Gaétan Boucher. Na tych samych igrzyskach był też czwarty na 500 m, przegrywając walkę o medal z Holendrem Lieuwe de Boerem. Startował także na igrzyskach w Sarajewie w 1984 roku oraz rozgrywanych cztery lata później igrzyskach w Calgary, ale nie zdobył medalu. Trzykrotnie stawał na podium zawodów Pucharu Świata, ale nigdy nie zwyciężył. W sezonie 1985/1986 był czwarty w klasyfikacji końcowej na 500 m. Zdobył też 16 tytułów mistrza Norwegii: dziewięć w wieloboju sprinterskim w latach 1978-1982 i 1985-1989, trzy na dystansie 500 m w latach 1987-198, dwa na dystansie 1000 m i w sztafecie w latach 1987 i 1989.
Po zakończeniu kariery został trenerem.

### Mistrzostwa świata
- Mistrzostwa świata w wieloboju sprinterskim
  - złoto – 1981
  - srebro – 1978
  - brąz – 1979, 1982